# مایدربرخ
مایدربرخ (به هلندی: Muiderberg) یک منطقهٔ مسکونی در هلند است که در Gooise Meren واقع شده‌است. مایدربرخ ۳٬۰۷۰ نفر جمعیت دارد.

## نگارخانه

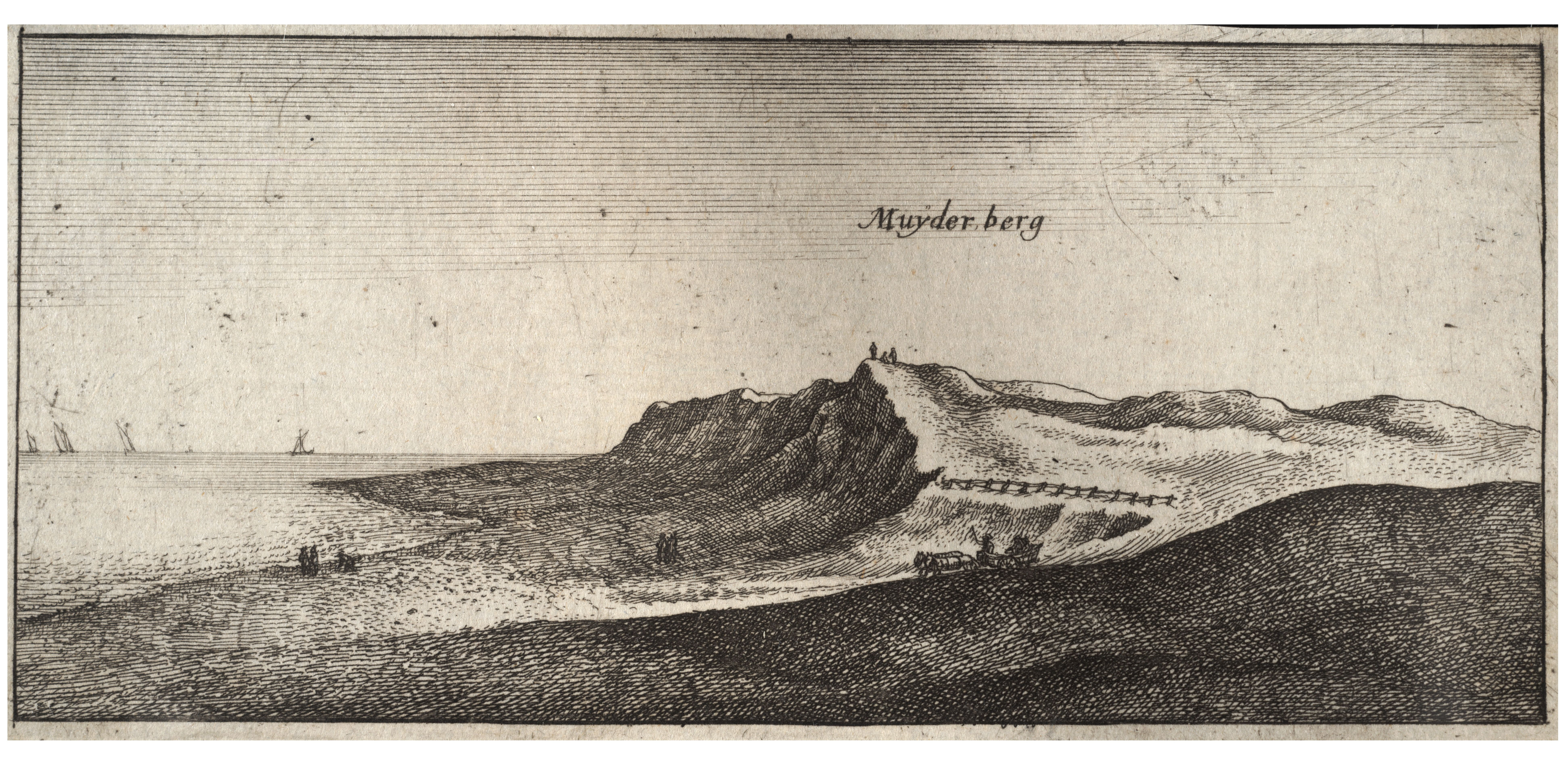
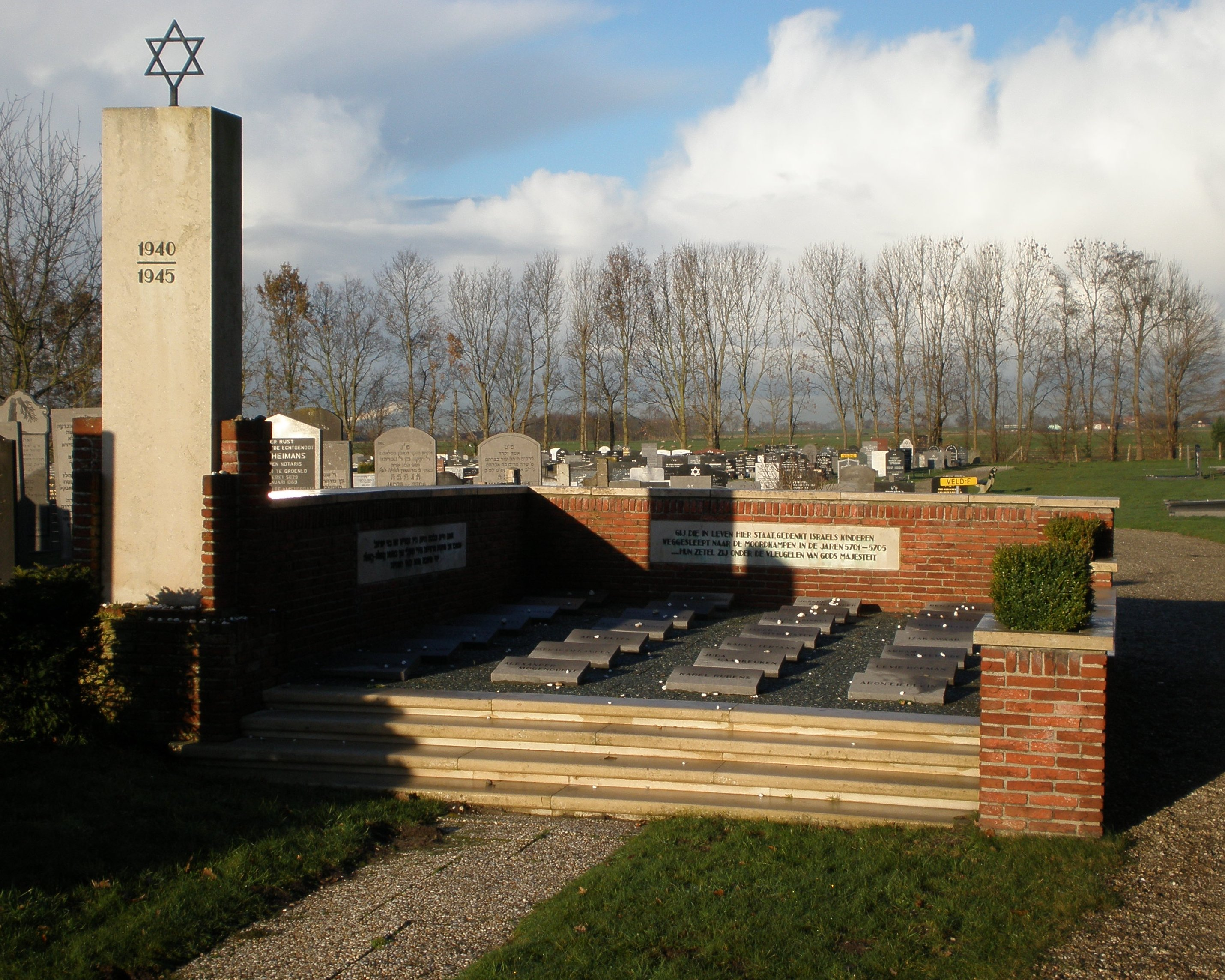
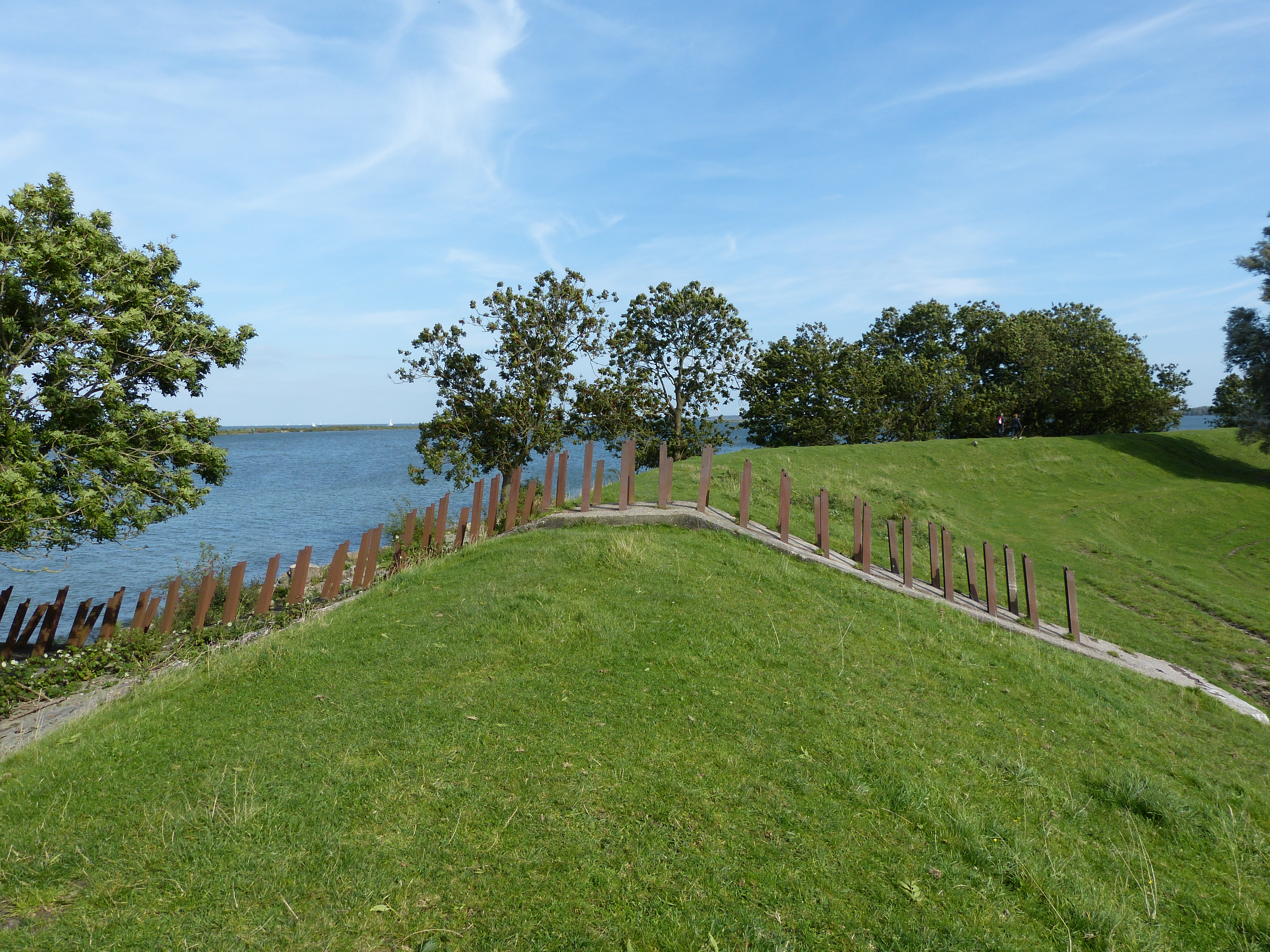
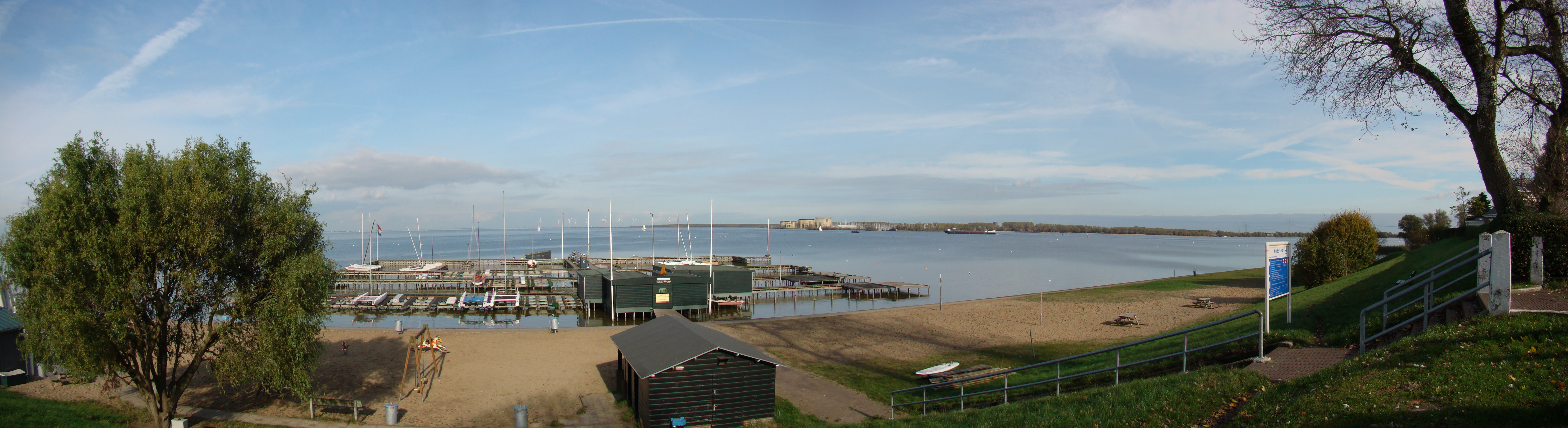